# Zvíkovské Podhradí
Zvíkovské podhradí, Duits: Karlsdorf, is een gemeente in Tsjechië op de plaats waar de rivier de Otava vanuit het westen in de rivier de Moldau uitkomt, tussen Praag en České Budějovice. Zvíkovské podhradí ligt tussen de beide rivieren. Zvíkovské podhradí telde 199 inwoners in 2024.

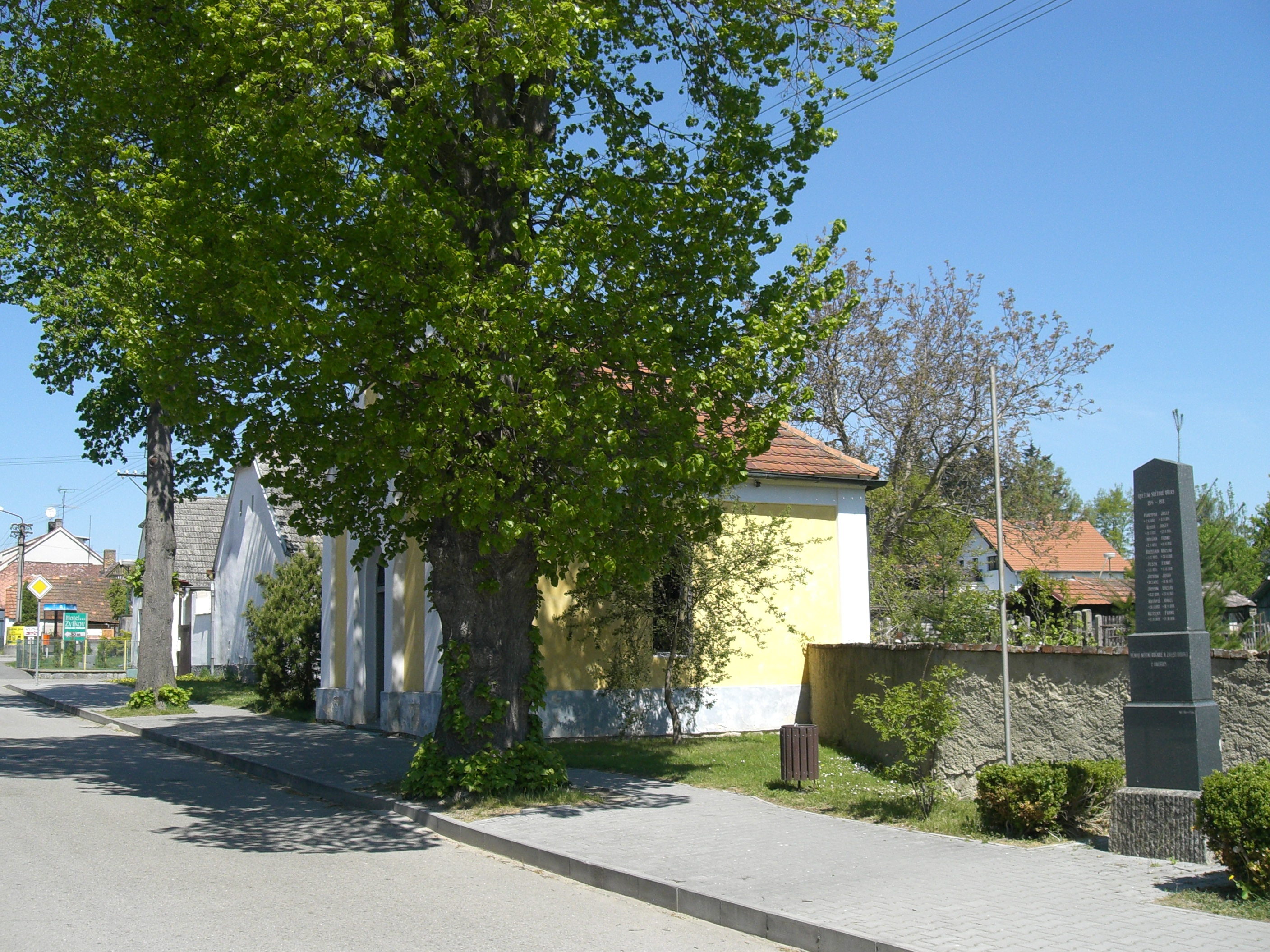

Albrechtice nad Vltavou ·
Bernartice ·
Borovany ·
Boudy ·
Božetice ·
Branice ·
Cerhonice ·
Čimelice ·
Čížová ·
Dobev ·
Dolní Novosedly ·
Drhovle ·
Heřmaň ·
Horosedly ·
Hrazany ·
Hrejkovice ·
Chyšky ·
Jetětice ·
Jickovice ·
Kestřany ·
Kluky ·
Kostelec nad Vltavou ·
Kovářov ·
Kožlí ·
Králova Lhota ·
Křenovice ·
Křižanov ·
Kučeř ·
Květov ·
Lety ·
Milevsko ·
Minice ·
Mirotice ·
Mirovice ·
Mišovice ·
Myslín ·
Nerestce ·
Nevězice ·
Okrouhlá ·
Olešná ·
Orlík nad Vltavou ·
Osek ·
Oslov ·
Ostrovec ·
Paseky ·
Písek ·
Podolí I ·
Probulov ·
Protivín ·
Přeborov ·
Předotice ·
Přeštěnice ·
Putim ·
Rakovice ·
Ražice ·
Sepekov ·
Skály ·
Slabčice ·
Smetanova Lhota ·
Stehlovice ·
Tálín ·
Temešvár ·
Varvažov ·
Veselíčko ·
Vlastec ·
Vlksice ·
Vojníkov ·
Vráž ·
Vrcovice ·
Záhoří ·
Zbelítov ·
Zběšičky ·
Zhoř ·
Zvíkovské Podhradí ·
Žďár